# Валері Соланас
Валері Джин Соланас (фр. Valerie Jean Solanas; 9 квітня 1936 — 25 квітня 1988) — американська радикальна феміністка, письменниця, драматург, акторка та кінорежисерка. Вчинила замах на художника Енді Воргола в 1968 році. Її головним твором є випущений в 1967 році «SCUM Manifesto» («Маніфест товариства повного знищення чоловіків», також «Маніфест покидьків») — сатиричний трактат-пародія на фрейдистську теорію жіночності про біологічну й соціальну перевагу жіночої статі над чоловічою, що закликав жінок створити власну державу без сімейних осередків, армії, воєн, роботи та чоловіків, знищивши «дефектних», за винятком тих, які приносять користь.

## Життєпис
Валері Соланас народилася 9 квітня 1936 року в Атлантик-Ситі старшою з двох доньок у родині бармена Луїса Соланас і Дороті Біонді. За пізнішими свідченнями Соланас, батько ґвалтував її. Росла в робітничому середовищі, відвідувала загальноосвітню світську, а потім і в церковноприходську школу. Після розлучення батьків деякий час жила з бабусею й дідусем з боку матері, після чого мати забрала її до себе у Вашингтон. Для виправлення поведінки Валері відправили в католицький пансіон Святого Хреста (Holy Cross Academy), звідки виключили менш як за рік за напад на черницю. В цьому пансіоні Соланас будує перші лесбійські стосунки.
У 15 років Соланас, живучи фактично на вулиці, закінчила середню школу Оксон-Гілл у штаті Мериленд. Після цього вступила в Мерилендський університет у Коледж-Парку на психологічний факультет, який закінчила в 1958 році. За власним твердженням, Соланас заробляла гроші на навчання проституцією, також відомо, що вона мала постійну роботу в лабораторії університету, де і знайшла аргументи на користь своєї теорії про біологічну нерівноцінність статей. У 1959 році Соланас вступила до Університету Міннесоти з метою здобути магістерський ступінь, проте залишила заклад — за одними джерелами, через потребу в зміні обстановки, за іншим — визнавши атмосферу університету мізогінною. Після цього Соланас переїжджала, заробляючи офіціанткою, жебрацтвом і проституцією.
Існують дані, що Соланас народила сина, якого віддала на усиновлення, проте, коли це сталось, невідомо: у шкільні чи університетські роки. Сама Соланас заперечувала, що народжувала дитину.
25 квітня 1988 року, у віці 52 років, Соланас померла від емфіземи легенів в готелі «Бристоль» в окрузі Тендерлойн міста Сан-Франциско.

## SCUM Manifesto
У 1967 році Соланас написала і стала самостійно видавати «SCUM Manifesto». У цій роботі вона стверджувала, що чоловік біологічно і соціально є нижчою, неповноцінною істотою, проміжною ланкою між жінкою і мавпою. Крім того, Соланас описала чоловіче прагнення стати жінками і «заздрість до вагіни» (на противагу фрейдистському психоаналізу, поширеному в XX столітті, що приписував жінкам «заздрість пенісу»). В глобальному плані маніфест звинувачує чоловіків в існуванні воєн, забобонів, запереченні дружби й любові, розумових розладах дітей і приховуванні наукових знань про перевагу жінок. тому повинні бути знищені як нижчі істоти, за винятком тих, хто наполегливо працює на власне знищення. Крім того, Соланас стверджувала, що щасливе суспільство може і повинно існувати без виконання його членами роботи, без армії, без сімейних осередків. У творі вона також різко висловлювалася проти «вічно затиснутих і заляканих, метушливих, нездатних до аналітичного мислення й об'єктивності» жінок, які не можуть розгледіти нікчемність чоловіків.

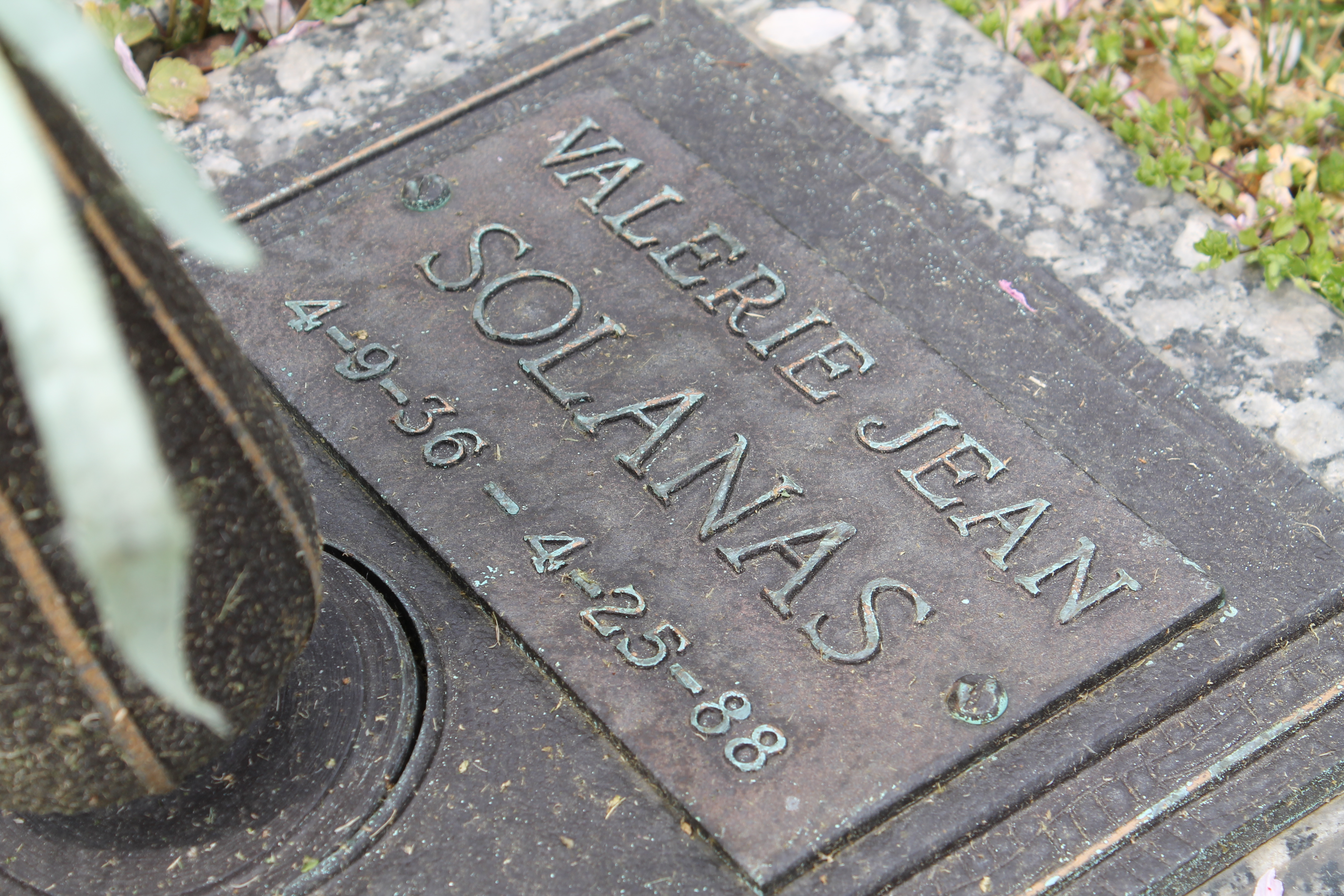
Могила Валері Соланас на кладовищі католицької церкви Сент-Меріс, графство Ферфакс, штат Вірджинія. 2012 рік.

Існує популярне розшифрування слова «SCUM» (буквально «мерзота», «погань») як абревіатури від «Society for Cutting Up Men» — «Товариство повного знищення чоловіків». Ця розшифровка була запропонована видавчинею «Маніфесту», хоча в тексті не йдеться про жодну спільноту або організацію. Слово «SCUM», згідно з текстом, позначає «владних, спокійних, упевнених у собі, непристойних, агресивних, егоїстичних, незалежних, гордих, шукаючих гострих відчуттів, некерованих, зарозумілих жінок», яких, на думку Соланас, сучасна культура і вважає «стервами». Соланас не задумувала слово «SCUM» як абревіатуру і відкидала подібні припущення.
Думки американської критики з приводу того, чим є «Маніфест» Соланас, розділилися. Одні бачили в ній чітку пародію на патріархальний лад і фрейдистську теорію жіночності: своєрідний перевертень, в якому слово «чоловік» замінено на «жінка». Текст «Маніфесту», на їхню думку, містить всі кліше фрейдистського психоаналізу щодо жінок: поява однієї зі статей в результаті біологічної випадковості, неповноцінність однієї статі у порівнянні з іншою, «заздрість до пеніса». Інші критики визнали текст «Маніфесту» чоловіконенависницьким. Сама Соланас називала «Маніфест» сатиричним твором, написаним, щоб викликати дискусію.

## Замах на Енді Воргола
3 червня 1968 року Валері Соланас вирушила в офіс Енді Воргола і вистрілила в нього. Він отримав 3 кулі в живіт, але вижив. Інші присутні відбулися легшими пораненнями. Увечері того ж дня Соланас добровільно здалася вуличному регулювальнику. Вона простягнула йому два пістолети й заявила: «Мене шукає поліція. Я стріляла в Енді Воргола. Він занадто контролював моє життя». Воргол відмовився давати проти неї свідчення. За «навмисний напад з наміром завдати шкоди» Соланас засудили до трьох років позбавлення волі та примусового лікування в психіатричній лікарні.

## Твори
Літературні роботи Валері Соланас:
- Up Your Ass (1965)[a]
- "A Young Girl's Primer on How to Attain the Leisure Class," Cavalier (1966)
- SCUM Manifesto (1967)